# Route nationale 94a
La route nationale 94A, ou RN 94A, est une ancienne route nationale française reliant Aspres-sur-Buëch à La Beaumette.

## Histoire
La réforme de 1972 a entraîné le déclassement de cette antenne de la route nationale 94, au département des Hautes-Alpes, avec effet au 1er avril 1973, en RD 994A.

## Tracé
- Aspres-sur-Buëch
- La Beaumette, commune d'Aspres-sur-Buëch